# Yulin (Shaanxi)
Yulin (chiń. 榆林; pinyin Yúlín) – miasto o statusie prefektury miejskiej w środkowych Chinach, w prowincji Shaanxi, na skraju pustyni Ordos. W 2010 roku liczba mieszkańców miasta wynosiła 91 980. Prefektura miejska w 1999 roku liczyła 3 177 383 mieszkańców. Ośrodek przemysłu włókienniczego, spożywczego i metalowego; znajduje się tam Instytut Badań Pustynnych. Miasto posiada własne lotnisko.

## Podział administracyjny
Prefektura miejska Yulin podzielona jest na:
- 2 dzielnice: Yuyang, Hengshan,
- miasto: Shenmu,
- 9 powiatów: Fugu, Jingbian, Dingbian, Suide, Mizhi, Jia, Wubu, Qingjian, Zizhou.